# FK Radnički 1923 Kragujevac
FK Radnički Kragujevac (Servisch: ФК Раднички 1923 Крагујевца) is een Servische voetbalclub uit Kragujevac.

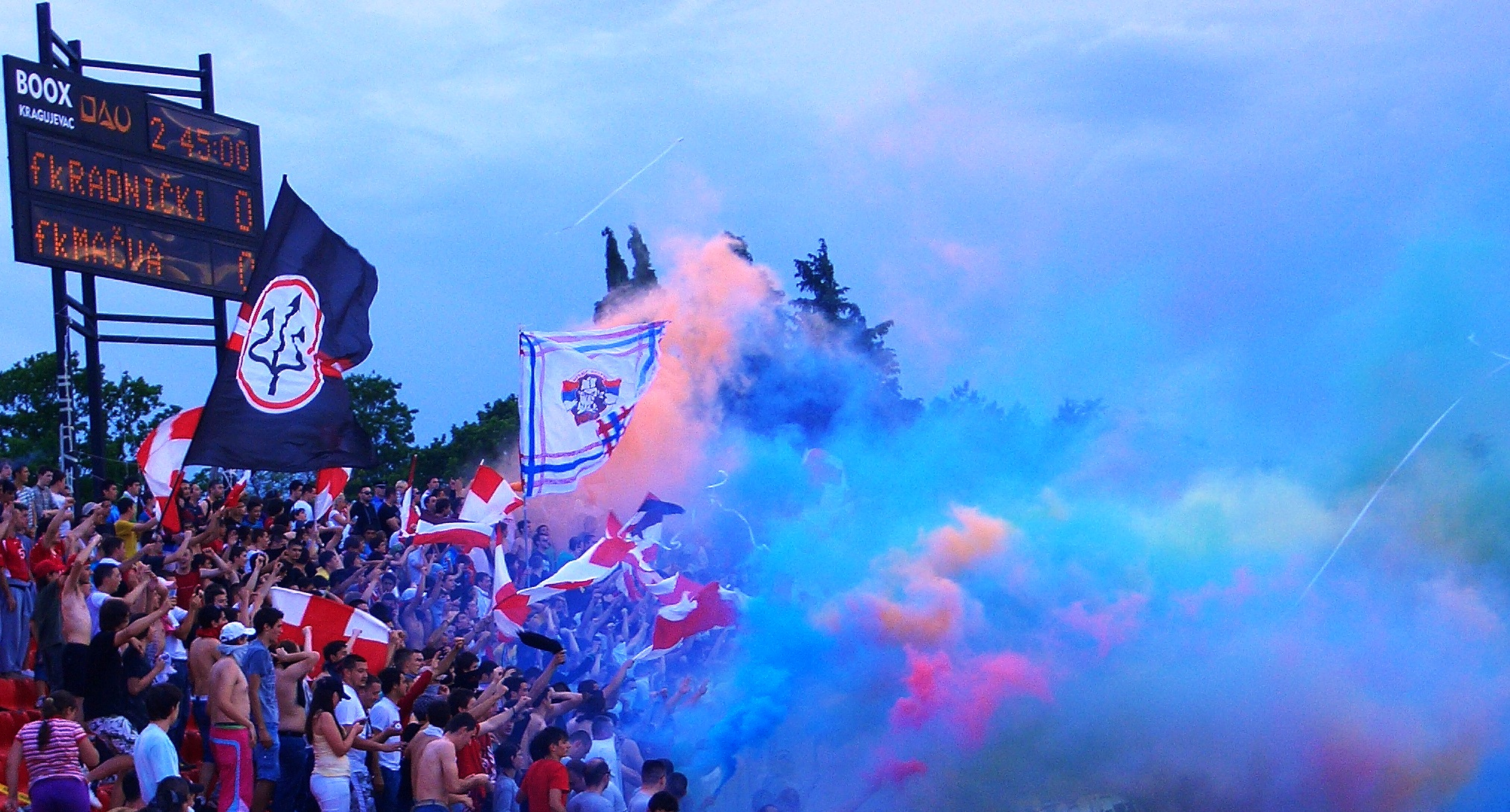
Supporters van Radnički

De club werd in 1923 opgericht als Mladi Radnik en nam in 1929 de naam FK Radnički aan. Radnički speelde 5 seizoenen in de hoogste klasse van Joegoslavië en 4 in die van Servië & Montenegro. Gedurende het seizoen 2009/10 was de naam FK Šumadija Radnički 1923 na de fusie met FK Šumadija 1903 waarna de huidige naam aangenomen werd. In 2010 promoveerde de club terug naar de Servische tweede klasse en in 2011 promoveerde de club weer naar het hoogste niveau, waar de club tot 2015 speelde.

## FK Radnički 1923 in Europa
Uitslagen vanuit gezichtspunt FK Radnički 1923
| Seizoen | Competitie        | Ronde | Land                | Club              | Totaalscore  | 1e W    | 2e W       | PUC |
| ------- | ----------------- | ----- | ------------------- | ----------------- | ------------ | ------- | ---------- | --- |
| 1970    | Mitropacup        | 1/8   | Vlag van Tsjechië   | Lokomotiva Košice | 2-1          | 2-0 (T) | 0-1 (U)    | 0.0 |
|         |                   | 1/4   | Vlag van Hongarije  | Honvéd Boedapest  | 2-5          | 2-1 (T) | 0-4 (U)    | 0.0 |
| 1971    | Mitropacup        | 1/8   | Vlag van Italië     | Lanerossi Vicenza | 1-3          | 1-0 (T) | 0-3 (U)    | 0.0 |
| 2024/25 | Conference League | 2Q    | Vlag van Montenegro | FK Mornar Bar     | 2-2 (3-4 ns) | 1-0 (T) | 1-2 nv (U) | 1.0 |
| 2025/26 | Conference League | 2Q    | Vlag van Faeröer    | KÍ Klaksvík       | 0-1          | 0-0 (T) | 0-1 (U)    | 0.5 |

Totaal aantal punten voor UEFA coëfficiënten: 1.5
Zie ook
- Deelnemers UEFA-toernooien Servië
- Deelnemers UEFA-toernooien Joegoslavië
- Ranglijst van alle clubs die in de diverse Europa Cups zijn uitgekomen

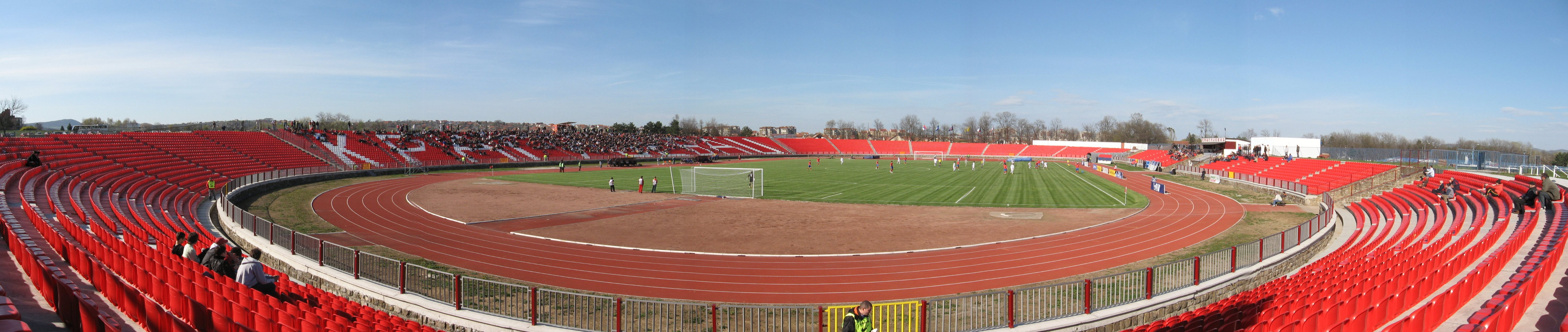
Het Čika Dača Stadion